# Mezinárodní soudní dvůr

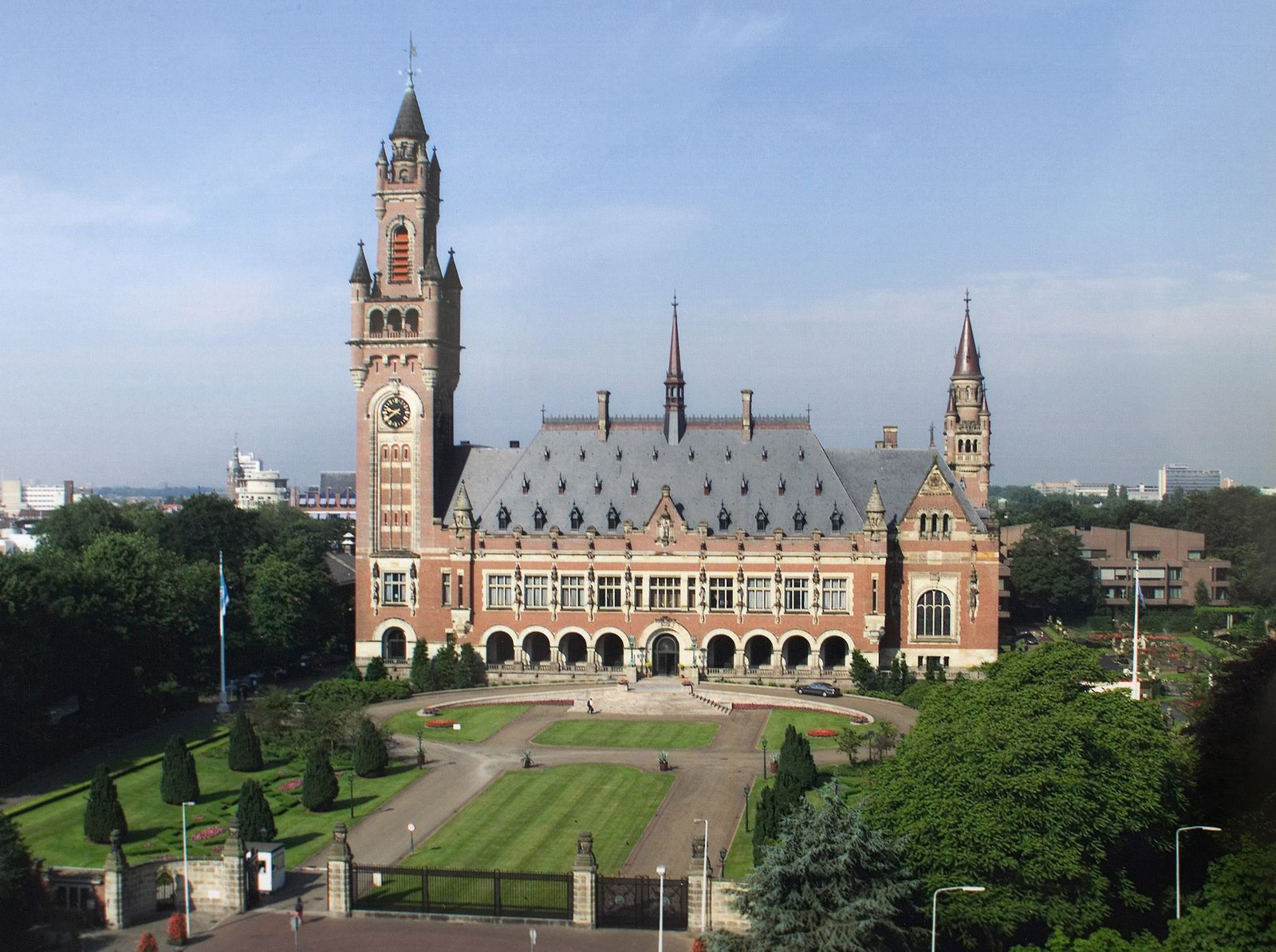
Palác míru v Haagu. Sídlo Mezinárodního soudního dvora

Mezinárodní soudní dvůr (MSD; anglicky International Court of Justice – ICJ, francouzsky Cour Internationale de Justice – CIJ) je hlavní soudní orgán Organizace spojených národů. Sídlí v nizozemském Haagu v Paláci míru. Byl zřízen roku 1945 na základě Charty OSN jako nástupce Stálého dvora mezinárodní spravedlnosti. Hlavním právním dokumentem pro činnost soudu je Statut Mezinárodního soudního dvora. Statut MSD je v podstatě shodný se statutem jeho předchůdce a tvoří nedílnou součást Charty OSN. Jednací řád si MSD přijímá a mění sám. Úředním jazykem je francouzština a angličtina.
Hlavním úkolem soudu je řešit spory mezi státy a podávat posudky o právních otázkách na žádost oprávněných orgánů.

## Složení soudu
Mezinárodní soudní dvůr se skládá z patnácti soudců volených Valným shromážděním a Radou bezpečnosti ze seznamu osob navržených státními skupinami Stálého rozhodčího soudu. Soudci jsou voleni na devět let a mohou být znovuzvoleni. Každé tři roky se ve volbě obnovuje jedna třetina soudců. Členy soudu nemohou být zároveň dva příslušníci stejného státu.
Podle čl. 9 Statutu by ve sboru měly být zastoupeny „hlavní formy civilizace a hlavní právní soustavy světa“ a soudci jsou vybírání nezávisle na jejich státní příslušnost z osob vysoké morální úrovně, které jsou způsobilé zastávat nejvyšší soudní úřady ve své zemi nebo jsou uznávanými znalci mezinárodního práva (čl. 2).
Soudci se usnáší prostou většinou hlasů a v případě rovnosti je rozhodující hlas předsedy.

### Soudci ad hoc
Soudci se účastní i sporů svého státu. Pokud strany svého soudce nemají, mohou dle svého výběru jmenovat soudce ad hoc. Celkový počet soudců v konkrétním případě tedy může být až sedmnáct v případě dvou stran, a teoreticky i více, pokud by bylo ve sporu více stran s rozdílnými zájmy.

### Senáty
Ve většině případů zasedá Dvůr v plném počtu, kvórum je devět soudců. Může však pro určité druhy sporů utvořit menší senáty při minimálním počtu tří soudců. Každý rok také tvoří pětičlenný senát, který pak na žádost stran rozhoduje ve zkráceném řízení.

### Současné složení (k září 2024)
| Jméno a příjmení                   | Státní příslušnost     | Ve funkci od roku | Poznámka                                                             |
| ---------------------------------- | ---------------------- | ----------------- | -------------------------------------------------------------------- |
| Naváf Salám                        | Libanon                | 2018              | Předseda od roku 2024. Ke 14. lednu 2025 rezignoval ze všech funkcí. |
| Julia Sebutindeová                 | Uganda                 | 2012              | Místopředsedkyně od roku 2024                                        |
| Peter Tomka                        | Slovensko              | 2003              |                                                                      |
| Ronny Abraham                      | Francie                | 2005              |                                                                      |
| Abdulqawi Ahmed Yusuf              | Somálsko               | 2009              |                                                                      |
| Xue Hanqin                         | Čína                   | 2010              |                                                                      |
| Dalveer Bhandari                   | Indie                  | 2012              |                                                                      |
| Júdži Iwasawa                      | Japonsko               | 2018              |                                                                      |
| Georg Nolte                        | Německo                | 2021              |                                                                      |
| Hilary Charlesworthová             | Austrálie              | 2021              |                                                                      |
| Leonardo Nemer Caldeira Brant      | Brazílie               | 2009              |                                                                      |
| Juan Manuel Gómez Robledo Verduzco | Mexiko                 | 2024              |                                                                      |
| Sarah Clevelandová                 | Spojené státy americké | 2024              |                                                                      |
| Bogdan Aurescu                     | Rumunsko               | 2024              |                                                                      |
| Dire Tladi                         | Jižní Afrika           | 2024              |                                                                      |
| Philippe Gautier                   | Belgie                 | 2019              |                                                                      |

## Poštovní známka
V roce 1950 nizozemská poštovní správa pro potřeby soudního dvora vydala edici poštovních známek s označením COUR INTERNATIONALE DE JUSTICE, nad nímž byl nápis NEDERLAND.